# Humà de Swanscombe
Swanscombe occipital 01.jpg
L'humà de Swanscombe, homínid de Swanscombe o crani de Swanscombe (en anglés, Swanscombe skull) és el nom de tres fragments relacionats d'un crani fòssil del plistocè mitjà.

## Descobriment, datació i taxonomia
El descobridor del crani de Swanscombe fou el metge i paleontòleg aficionat britànic Marston (1889-1971), que buscava fòssils al poble de Swanscombe al comtat de Kent (Anglaterra) al 1933, a la gravera de Barnfield.
La gravera de Barnfield es coneixia des de feia dècades per les eines de pedra trobades, d'època acheuliana i pels fòssils d'animals del Plistocè mitjà. El 29 de juny de 1935, Marston hi trobà el primer fragment d'os que identificà com l'os occipital d'un humà antic per les característiques anatòmiques. Un any després, al març de 1936, Marston hi descobrí l'os parietal esquerre ben preservat, que pertanyia al mateix crani. La cerca realitzada pel Reial Institut Antropològic per obtenir més fragments del crani inicialment no reeixí. El juliol del 1955, finalment, s'hi trobà un tercer fragment del crani, l'os parietal dret, però pitjor conservat.
Segons una publicació de 1999, podria ser que la posició estratigràfica de les troballes s'equipare amb l'interglacial Mindel-Riss, que els autors consideraven que tenia 400.000 anys d'antiguitat. Per tant, seria tan antic com l'anomenat humà de Tautavel de la cova d'Aragó d'Occitània, sota l'estat francés. Els fòssils d'homínids d'aquesta època ara es classifiquen principalment com Homo heidelbergensis i es consideren parents propers dels avantpassats immediats de l'humà neandertal.

## Descripció
Els tres fragments permeteren una reconstrucció precisa de la part posterior del cap, de la qual es pogué derivar un volum intracraneal de 1.300 centímetres cúbics (com a referència, cal dir que l'Homo sapiens ronda els 1.500 cm3);[8] algunes característiques suggereixen una proximitat a la línia ancestral neandertal. A causa de les relativament petites insercions de fibra muscular, es creia que podien ser les restes d'una dona.
En els anys posteriors a la troballa, el crani de Swanscombe fou considerat el tercer fòssil homínid més antic descobert a Europa després de l'humà de Piltdown, que fou exposat per primera vegada com una falsificació a la dècada de 1950, i la mandíbula inferior de Mauer. Al crani de Swanscombe se li atribuí inicialment una edat de 200.000, més tard 300.000 anys. Alvan Marston calculava que el crani de Steinheim descrit per primera volta al 1933 tenia aproximadament la mateixa edat que Swanscombe en tan sols 175.000 anys. Hui dia, el crani de Swanscombe es considera, després de la troballa de Boxgrove, de 500.000 anys d'antiguitat, el segon fòssil d'homínid més antic de Gran Bretanya.